# Benjamin Pond
Benjamin Pond (* 1768 in Stockbridge, Province of Massachusetts Bay; † 6. Oktober 1814 in Schroon, New York) war ein US-amerikanischer Jurist und Politiker. Zwischen 1811 und 1813 vertrat er den Bundesstaat New York im US-Repräsentantenhaus.

## Werdegang
Benjamin Pond wuchs während der britischen Kolonialzeit auf. Er besuchte Gemeinschaftsschulen. 1800 zog er nach Poultney (Vermont) und von dort in den Teil der Town von Crown Point (später Schroon), welcher heute Teil der Town von North Hudson (New York) ist. Er arbeitete in der Landwirtschaft. 1804 war er Friedensrichter und Supervisor. Er ging dann 1808 einer Beschäftigung als Richter am Court of Common Pleas in Essex County nach, lebte aber weiterhin in Schroon. Zwischen 1808 und 1810 saß er in der New York State Assembly.
Als Gegner einer zu starken Zentralregierung schloss er sich in jener Zeit der von Thomas Jefferson gegründeten Demokratisch-Republikanischen Partei an. Bei den Kongresswahlen des Jahres 1810 wurde Pond im achten Wahlbezirk von New York in das US-Repräsentantenhaus in Washington, D.C. gewählt, wo er am 4. März 1811 die Nachfolge von John Thompson antrat. Er schied nach dem 3. März 1813 aus dem Kongress aus.
Pond diente im Britisch-Amerikanischen Krieg. Er nahm als Volunteer im September 1814 an der Belagerung und Schlacht bei Plattsburgh in Captain Russell Walkers Kompanie im 37. Regiment der Nationalgarde von New York teil. Pond wurde in den 14. Kongress gewählt, verstarb allerdings vor Beginn der Amtszeit am 6. Oktober 1814 an den Folgen einer Krankheit, die er sich bei der Belagerung von Plattsburgh zugezogen hatte. Sein Leichnam wurde auf den Pine Ridge Cemetery in North Hudson beigesetzt. Am 3. September 1923 wurden seine sterblichen Überreste auf den Riverside Cemetery in Elizabethtown umgebettet.